# Store Heddinge
Store Heddinge är en tätort och stad som utgör centralort i Stevns kommun i Region Själland i sydöstra Danmark.   Staden ligger på den östra delen av ön Själland, cirka 40 kilometer söder om huvudstaden Köpenhamn. Den ligger på en höjd av 30 meter över havet och hade 3 420 invånare den 1 januari 2017.
Närmaste större samhälle är staden Køge, cirka 20 kilometer nordväst om Store Heddinge. Trakten runt staden består till största delen av jordbruksmark.
Store Heddinge har en järnvägsstation på Østbanen mellan Køge och Rødvig.